# Anna Lola Pagnani
Anna Lola Pagnani Stravos també coneguda com a Lola Pagnani o Lola Stravos (Roma, el 3 d'abril de 1972), és una actriu, ballarina, model i cantant italiana.

## Biografia
Lola Pagnani és filla de l'escriptor i guionista Enzo Pagnani. Lola es va graduar a París a l'edat de 17 anys en dansa contemporánia, i ha estat primera baillarina dels Momix en la seva gira. Al costat d'ells col·laborà en les coreografies del Cirque du Soleil a Montreal. Lola va ser una de las balarines que s'estrenà en l'Òpera de Múnic sota la direcció de Lina Wertmuller i el conegut director d'orquestra Franco Sinopoli. Posteriorment es graduà a Nova York en dansa contemporània al Alvin Ailey American Dance Theater. Seguidament estudià interpretació en els H.B. Studios, de Nova York. Més tard tornà a Itàlia on resideix la seva mare, Gilda Pizzolante Stavros, sastra teatral i dissenyadora. De tornada a Itàlia treballa amb grans noms del cinema i del teatre italià i internacional, entre ells Ettore Scola, Giulio Base i Lina Wertmuller. Va ser escollida per Spike Lee i John Turturro per a pel·lícules de baix pressupost. Al seu país ha estat imatge de Lavazza junt amb Tullio Solenghi i Riccardo Garrone, i ha treballat durant dos anys consecutius en el show de Maurizio Costanzo i en Buona Domenica. Va ser convidada a col·laborar amb Enrico Montesano, Marco Columbro, Barbara De Rossi, Blas Ronco Rey, Enrico Brignano, Nino Manfredi, Vittorio Gassman i Shelley Winters. Aquesta darrera la promociona en Los Angeles en els Actor's Studios sota la seva tutela personal. Ha realitzat els seus estudis també a Los Angeles junt amb Teddey Sherman.
Ha col·laborat amb la RAI Internacional de Nova York en molts programes, presentant el "Pop Itàlia". També col·laborà en la revista del mestre Gianni Battistoni de la Associazione Via Condotti - Roma, escrivint articles des de Los Angeles sobre diverses de les seves amistats americanes, entre elles Muhammad Alì, Shelley Winters i Steven Seagal. Parla amb fluïdesa francès, castellà i anglès.
Al costat de la productora i directora nord-americana Melissa Balin té el projecte de realitzar una pel·lícula documental basada en un dels seus assumptes personals (intriga amb la Camorra) el projecte pren el nom de Women Seeking Justice.

## Filmografia

### Cinema
- Trafitti da un raggio di sole (1995) - "Fabiola"
- Polvere di Napoli (1996) - "Rosita"
- Ninfa plebea (1996) - "Lucia"
- Ferdinando e Carolina (1999) - "Sara Goudar"
- La bomba (1999) - "Daisy"
- Il pranzo della domenica (2002)
- Gente di Roma (2003)
- Women Seeking Justice (2007)

### Televisió
- Pazza famiglia (1995)
- Commissario Raimondi (1998) - "Esmeralda"
- Anni 50 (1998)
- La squadra (2000)
- Un posto al sole (2001) - "Roberta Cantone"
- Francesca e Nunziata (2001)
- Un ciclone in famiglia 2 (2005)
- Carabinieri 5 (2005)
- Capri (2006) - "Maria Rosaria"
- Donne sbagliate (2006)

### Teatre
- Carmen (1987)
- Vergine Regina (1996)
- Anatra all'arancia (1997)